# Isulfo
Isulfo (em latim: Isulfus) era nobre danês do século I, ativo no tempo do rei Frodo III. Aparece apenas nos Feitos dos Danos de Saxão Gramático. Segundo a obra, que cita-o apenas uma vez, quando Frodo sucedeu seu pai Fridlevo I com apenas sete, Isulfo era um dos nobres que tornar-se-ia guardiões do novo rei.